# Герст (Техас)
Герст (англ. Hurst) — місто (англ. city) в США, в окрузі Таррант штату Техас. Населення — 40 413 особи (2020).

## Географія
Герст розташований за координатами 32°50′12″ пн. ш. 97°10′50″ зх. д. / 32.83667° пн. ш. 97.18056° зх. д. (32.836642, -97.180626).  За даними Бюро перепису населення США в 2010 році місто мало площу 25,71 км², з яких 25,68 км² — суходіл та 0,03 км² — водойми.

## Демографія
Згідно з переписом 2010 року, у місті мешкало 37 337 осіб у 14 652 домогосподарствах у складі 10 083 родин. Густота населення становила 1452 особи/км².  Було 15761 помешкання (613/км²).
Расовий склад населення:
| - 80,9 % — білих - 5,6 % — чорних або афроамериканців - 2,3 % — азіатів - 0,7 % — корінних американців - 0,3 % — вихідців з тихоокеанських островів - 7,2 % — осіб інших рас |

До двох чи більше рас належало 3,0 %. Частка іспаномовних становила 20,1 % від усіх жителів.
За віковим діапазоном населення розподілялося таким чином: 24,1 % — особи молодші 18 років, 61,0 % — особи у віці 18—64 років, 14,9 % — особи у віці 65 років та старші. Медіана віку мешканця становила 38,8 року. На 100 осіб жіночої статі у місті припадало 93,3 чоловіків;  на 100 жінок у віці від 18 років та старших — 91,1 чоловіків також старших 18 років.
Середній дохід на одне домашнє господарство  становив 73 264 долари США (медіана — 53 788), а середній дохід на одну сім'ю — 84 646 доларів (медіана — 67 745). Медіана доходів становила 47 319 доларів для чоловіків та 41 767 доларів для жінок. За межею бідності перебувало 12,8 % осіб, у тому числі 23,3 % дітей у віці до 18 років та 5,2 % осіб у віці 65 років та старших.
Цивільне працевлаштоване населення становило 18 899 осіб. Основні галузі зайнятості: освіта, охорона здоров'я та соціальна допомога — 19,6 %, роздрібна торгівля — 13,4 %, науковці, спеціалісти, менеджери — 10,7 %, фінанси, страхування та нерухомість — 9,8 %.